# Lyprauta melasoma
Lyprauta melasoma är en tvåvingeart som först beskrevs av Friedrich Hermann Loew 1870.  Lyprauta melasoma ingår i släktet Lyprauta och familjen platthornsmyggor. Inga underarter finns listade i Catalogue of Life.